# San Pedro kommun, Jujuy
Departamento de San Pedro är en kommun i Argentina.   Den ligger i provinsen Jujuy, i den norra delen av landet, 1 300 km nordväst om huvudstaden Buenos Aires.
I omgivningarna runt Departamento de San Pedro växer i huvudsak lövfällande lövskog. Runt Departamento de San Pedro är det ganska glesbefolkat, med 34 invånare per kvadratkilometer.